# Dupla KáVé
A Dupla KáVé magyar könnyűzenei együttes, többszörös arany- és platina minősítésű nagylemezek szerzője, „a mulatós-dance műfaj koronázatlan királya”. A Betli Duóból kinőtt együttes 1998-ban alakult meg; a zenekar elnevezése a tagok neveinek kezdőbetűjéből ered: Köteles István (Ká) és Váradi Jenő (Vé).
Első albumaik főleg 1980-as évek-beli külföldi slágerek – különösen Modern Talking-számok – feldolgozásait tartalmazzák, és a saját szerzemények is Modern Talking-hangzásúak. Miután kiadtak hat albumot ebben a stílusban, megpróbáltak megújulni, ám új stílusuk nem volt sikeres, így néhány év múlva visszatértek az eredeti hangzáshoz.
A Dupla KáVénak – főleg vidéken – nagy rajongótábora van, különösen első három albumuk örvendett nagy sikernek; ám a kritikusok felróják középszerűségét, az eredetiség hiányát.
Váradi Jenő a Covid19-járvány időszaka alatt elhagyta a zenei pályát, 2021-ben szakmát váltott. Azóta a Dupla KáVé művésznévként Köteles Istvánt jelenti. Vendégként lánya, Köteles Cindy szokott vele fellépni.

## Diszkográfia

### Lemezek
1. Jó nekünk (1998)
2. Se veled, se nélküled (1998)
3. Ha nem tudom, nem fáj (1999)
4. Egyszer fenn, egyszer lenn (2000)
5. Soha nem elég (2000)
6. Tombold ki a bánatod! (2001)
7. Valami új, valami régi (2002)
8. ...és szeretlek téged (2003)
9. Aki rózsát kap (2004)
10. Szerenád (2005)
11. Karácsony (2006)
12. Aranyalbum (2007)
13. Country&Retro (2008)
14. Best of 2001–2004 (2011)
15. Kalocsai kertök alatt (2012)
16. Országút (2014)
17. Szegfű (2016)
18. Boszorkány a feleségem (2018)
19. Piros pohár (2020)
20. Aranycsillag (2023)

### Egyéb kiadványok
- Köteles István: Szép vagy, gyönyörű vagy Magyarország
- Dupla KáVé: Sikersztori
- Köteles Cindy: Szomorú szívem